# Hafnarfjarðarkaupstaður

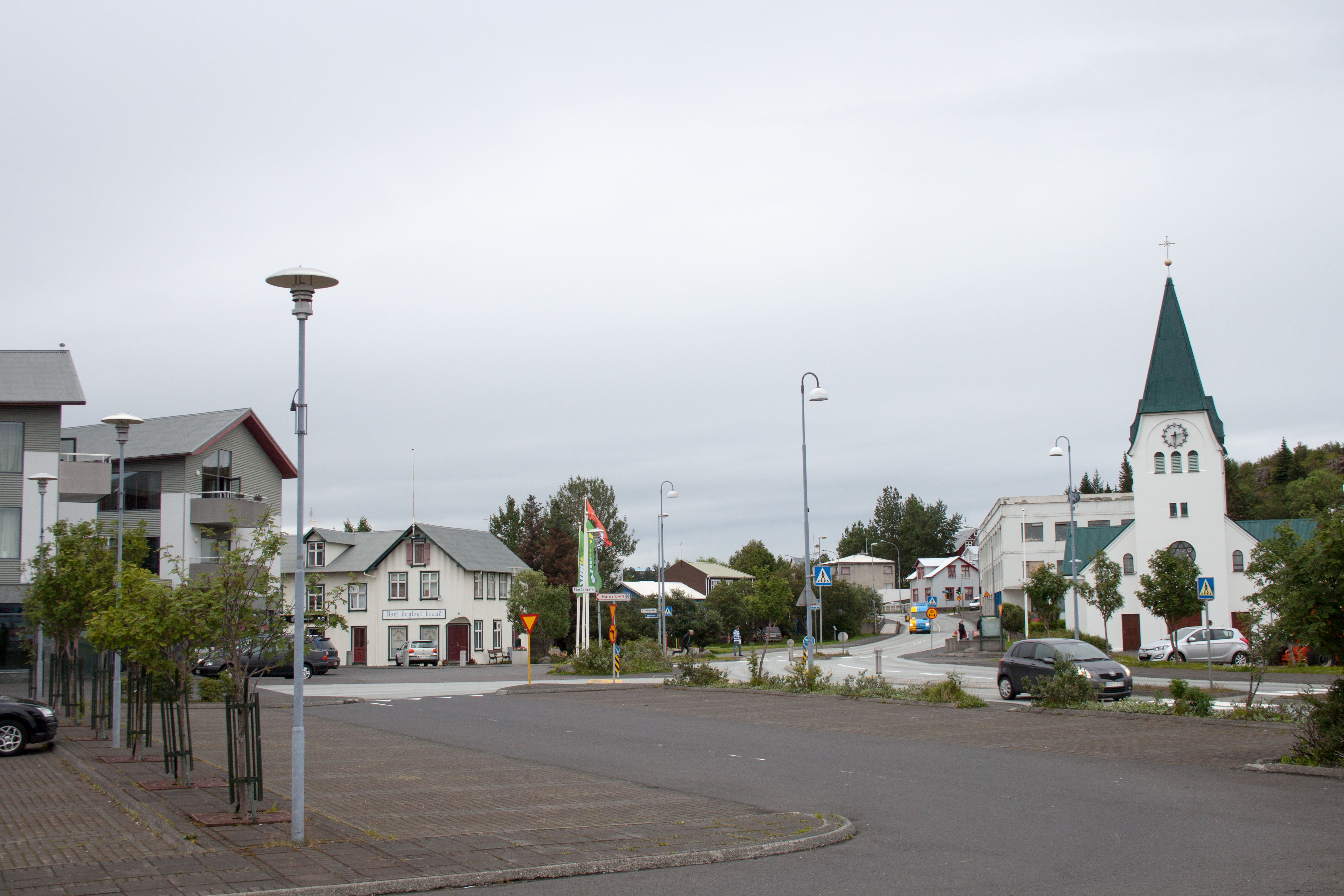
Hafnarfjörður (ort)

Hafnarfjarðarkaupstaður är en kommun i republiken Island.   Den ligger i regionen Höfuðborgarsvæði, i den sydvästra delen av landet, 13 km söder om huvudstaden Reykjavik.
Inlandsklimat råder i trakten. Årsmedeltemperaturen i trakten är 1 °C. Den varmaste månaden är juli, då medeltemperaturen är 12 °C, och den kallaste är december, med −6 °C.